# خوبال (فیلم)
خوبال (لهستانی: Hubal) یک فیلم درام تاریخی لهستانی است که در سال ۱۹۷۳ منتشر شد.